# Espacio cociente
Espacio cociente es un término matemático que hace referencia a cierta estructura matemática que se deriva de otra en la que se ha definido una relación de equivalencia.
De manera más precisa, si X es una estructura matemática en el que se define una relación de equivalencia ~, entonces el espacio cociente X/~ es la estructura matemática inducida en el conjunto de clases de equivalencia con las operaciones entre clases de equivalencia obtenidas de manera canónica a partir de las correspondientes en X. A la aplicación sobreyectiva inducida que lleva cada elemento en su clase de equivalencia se la llama proyección canónica:
{\displaystyle \pi :X\to X/\sim }
{\displaystyle \pi (x)=[x].}
Un caso muy común se refiere al caso en que Y sea una subestructura de X (por ejemplo, subespacio vectorial, subgrupo, subespacio topológico, etc.) en cuyo caso el espacio cociente de la relación de equivalencia asociada se suele denotar como X/Y.

## Ejemplos notables

### Conjunto cociente
Si A es un conjunto y ~ una relación de equivalencia, entonces las clases de equivalencia forman una partición del conjunto A.
Las clases de equivalencia de la relación integran entre sí un nuevo conjunto, denominado conjunto cociente y denotado A/~.
Ejemplo
Consideremos el conjunto A de personas en una oficina. La relación
{\displaystyle X\sim Y} cuando {\displaystyle X} tiene el mismo primer apellido que {\displaystyle Y}
es una relación de equivalencia en A e induce una partición de las personas de la oficina en grupos separados dependiendo de su primer apellido.
Entonces el conjunto de primeros apellidos de personas de la oficina es el conjunto cociente de las personas de la oficina entre la relación de equivalencia.
Si, por ejemplo, en la oficina se encuentran las personas
{Juan Pérez, Luis García, Carlos Pérez, Manuel González, Luis Martínez, Arturo García}
entonces las clases de equivalencia son
- [Pérez] = {Juan Pérez, Carlos Pérez}
- [García] = {Luis García, Arturo García}
- [González] = {Manuel González}
- [Martínez] = {Luis Martínez}

Y el conjunto cociente de dicha relación de equivalencia es
{\displaystyle A/\sim =\{[{\text{Pérez}}],[{\text{García}}],[{\text{Martínez}}],[{\text{González}}]\}}
Ejemplo.
Si en el conjunto de los números enteros {\displaystyle \mathbb {Z} } se define la relación {\displaystyle a\sim b} cuando {\displaystyle a-b} sea un múltiplo de 5, entonces las clases de equivalencia son:
- {\displaystyle [0]=\{\ldots ,-15,-10,-5,0,5,10,15,\ldots \}}.
- {\displaystyle [1]=\{\ldots ,-14,-9,-4,1,6,11,16,\ldots \}}
- {\displaystyle [2]=\{\ldots ,-13,-8,-3,2,7,12,17,\ldots \}}
- {\displaystyle [3]=\{\ldots ,-12,-7,-2,3,8,13,18,\ldots \}}
- {\displaystyle [4]=\{\ldots ,-11,-6,-1,4,9,14,19,\ldots \}}

y por tanto el conjunto cociente tiene cinco elementos:
- {\displaystyle A/\sim =\{[0],[1],[2],[3],[4]\}}.

Ejemplo.
Partiendo de que el par ordenado {\displaystyle (a,b)} es elemento de {\displaystyle \mathbb {Z} \times \mathbb {Z} ^{*}} con {\displaystyle b\neq 0}. Se define {\displaystyle (a,b)\sim (c,d)} si y solo si {\displaystyle ad=bc}. Esta relación es de  equivalencia en {\displaystyle \mathbb {Z} \times \mathbb {Z} ^{*}}. Por ejemplo, {\displaystyle \lbrace (x,y)\sim (2,5)}={(2,5),(4,10),(6,15),(8,20),(10,25),...\rbrace :=[2,5]}, que es su elemento canónico.
El conjunto cociente {\displaystyle {\dfrac {\mathbb {Z} \times \mathbb {Z} ^{*}}{\sim }}} es el conjunto {\displaystyle \mathbb {Q} } de los números racionales.

### Grupo cociente
Si G es un grupo y H es un subgrupo de G, entonces la relación {\displaystyle ab^{-1}\in H} es una relación de equivalencia cuyas clases de equivalencias son las clases laterales (izquierdas) del subgrupo H.
En este caso, el conjunto cociente se denota G/H y es posible inducir una estructura de grupo en G/H de manera canónica a partir de la operación en G:
- Si aH y bH son dos clases de equivalencia, se define el producto (aH)(bH) como la operación cuyo resultado es la clase lateral (ab)H.

Con esta operación, G/H adquiere estructura de grupo, el cual se denomina grupo cociente.
Construcciones similares se pueden realizar para anillos, módulos y otras estructuras algebraicas.

### Espacio vectorial cociente
En álgebra lineal, el espacio vectorial cociente E/F de un espacio vectorial E por un subespacio vectorial F, es la estructura natural de espacio vectorial sobre el conjunto cociente de E por la relación de equivalencia: v está relacionado con w si y solo si v-w pertenece a F.

### Espacio topológico cociente
Si X es un espacio topológico y {\displaystyle p:X\to Y} es una función suprayectiva, entonces es posible inducir una topología T en Y a partir de la topología de X:
- A es un conjunto abierto en la topología de Y si {\displaystyle p^{-1}(A)} es un conjunto abierto de X.

La topología de Y se denomina topología cociente inducida por p.
Ahora, considérese una partición {\displaystyle {\bar {X}}} de {\displaystyle X} en clases disjuntas (es decir, considérese una relación de equivalencia). La función {\displaystyle p:X\to {\bar {X}}} que asigna cada punto de {\displaystyle X} a la clase de equivalencia que lo contiene es una función suprayectiva.
El espacio {\displaystyle {\bar {X}}} con la topología cociente inducida por p se denomina espacio cociente de X (inducido por la relación de equivalencia).
Informalmente, esta construcción corresponde a la identificación de todos los puntos de la clase de equivalencia en un mismo punto, por lo que al espacio cociente también se le conoce como espacio de identificación o espacio de descomposición de X.